# Aarti

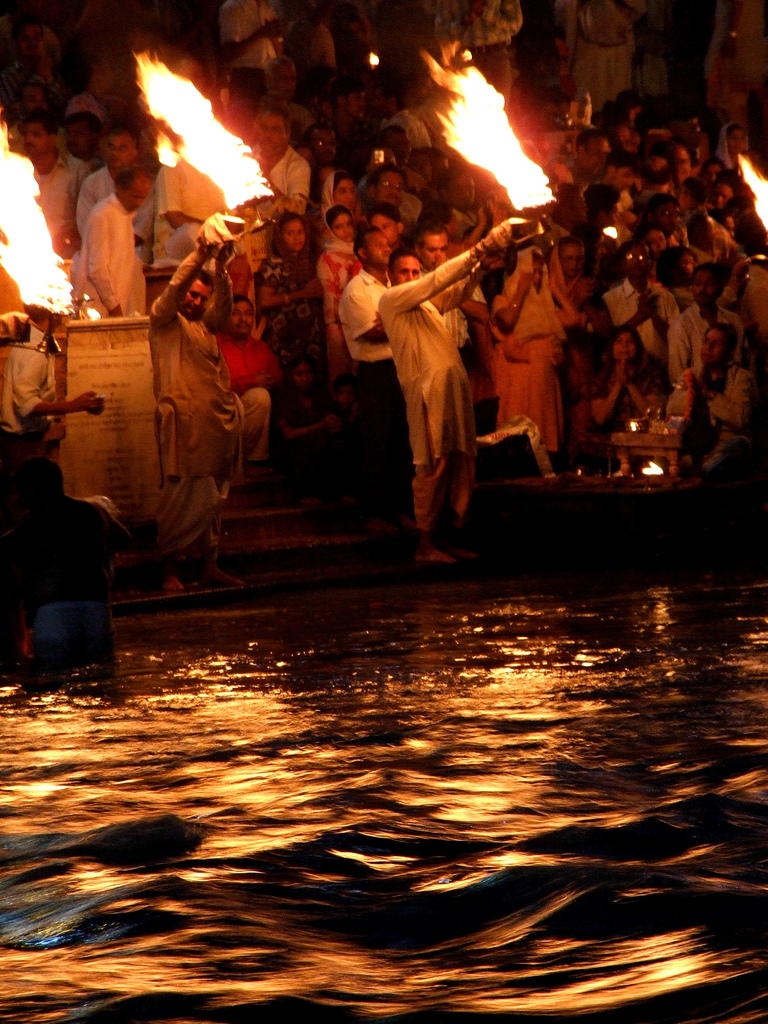
Avondlijk aartiritueel op de trap Har Ki Pauri aan de Ganges, Haridwar, 2007

Aarti (in Devanagari: आरती) is een Hindoeritueel met vuur en zang, dat deel uitmaakt van puja, de verering van een Hindoegod. Brandende diya's (aarden lampjes) worden voor een Godsbeeld (moerti) rondgedraaid. Aarti heeft veel aspecten. De lampjes verlichten het Godsbeeld, zodat gelovigen een beter beeld (darshan) van God kunnen hebben. Een ander aspect is dat gelovigen de God liefdevol verwelkomen of afscheid nemen tijdens de aarti. Verder worden devoten geïnspireerd om zodra het licht voor de aarti gebrand is, een deel van hun leven te besteden aan het vereren en/of dienen van de God, en hierdoor innerlijke verlichting te krijgen. Tijdens het ronddraaien van de diya worden liederen gezongen, die ook aarti's heten. Deze verschillen per gedaante van het Godsaspect.

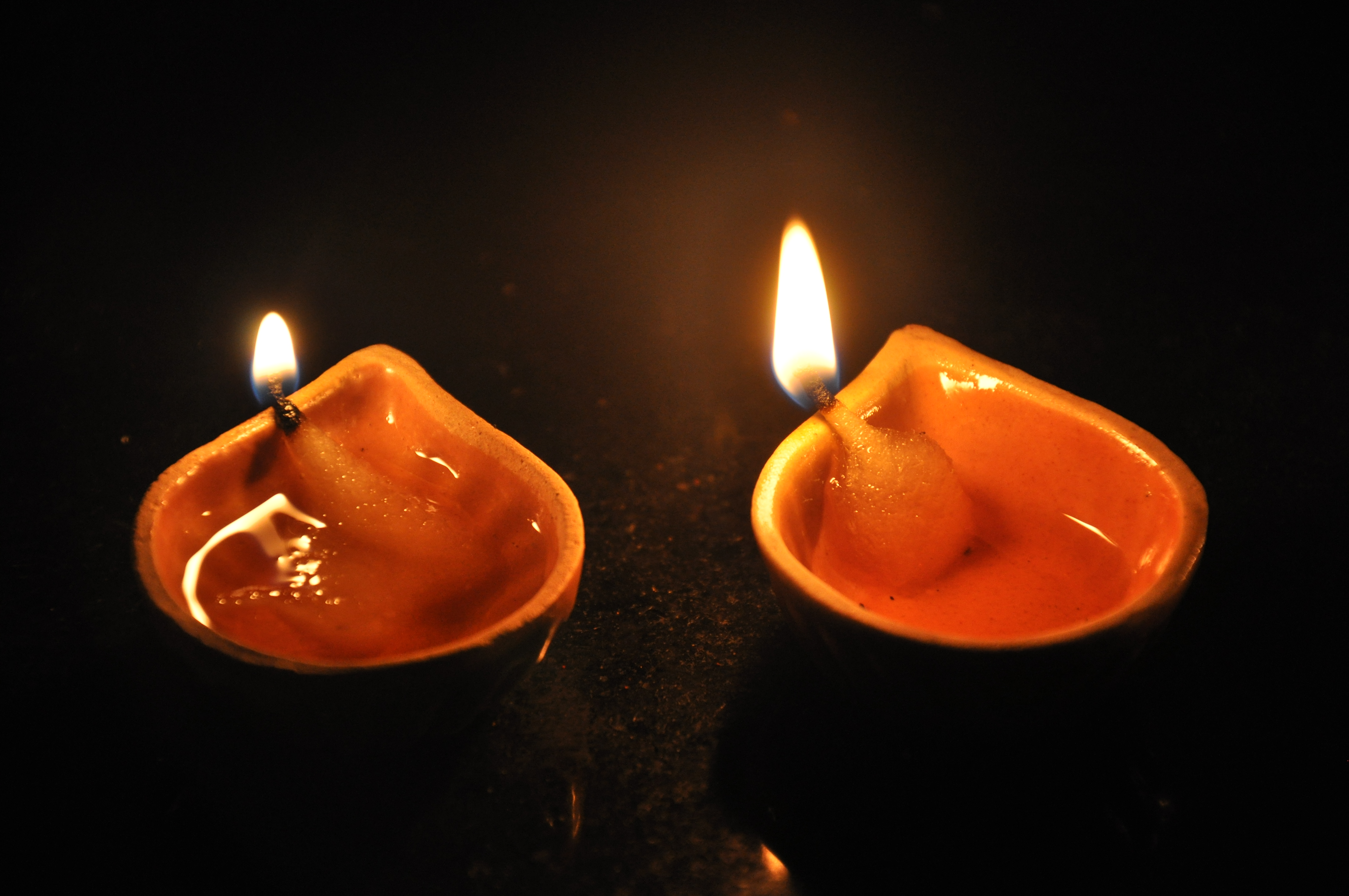
Diyalichtjes met ghee bij Diwali, 2010
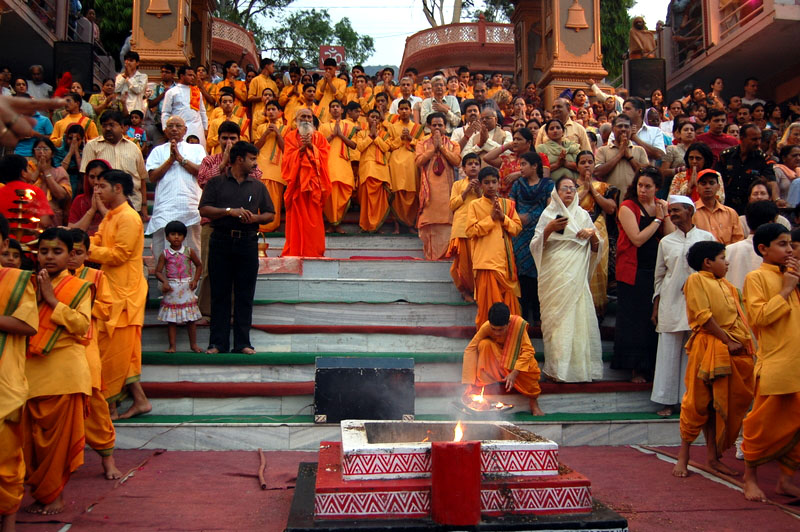
Aarti in Rishikesh, 2008
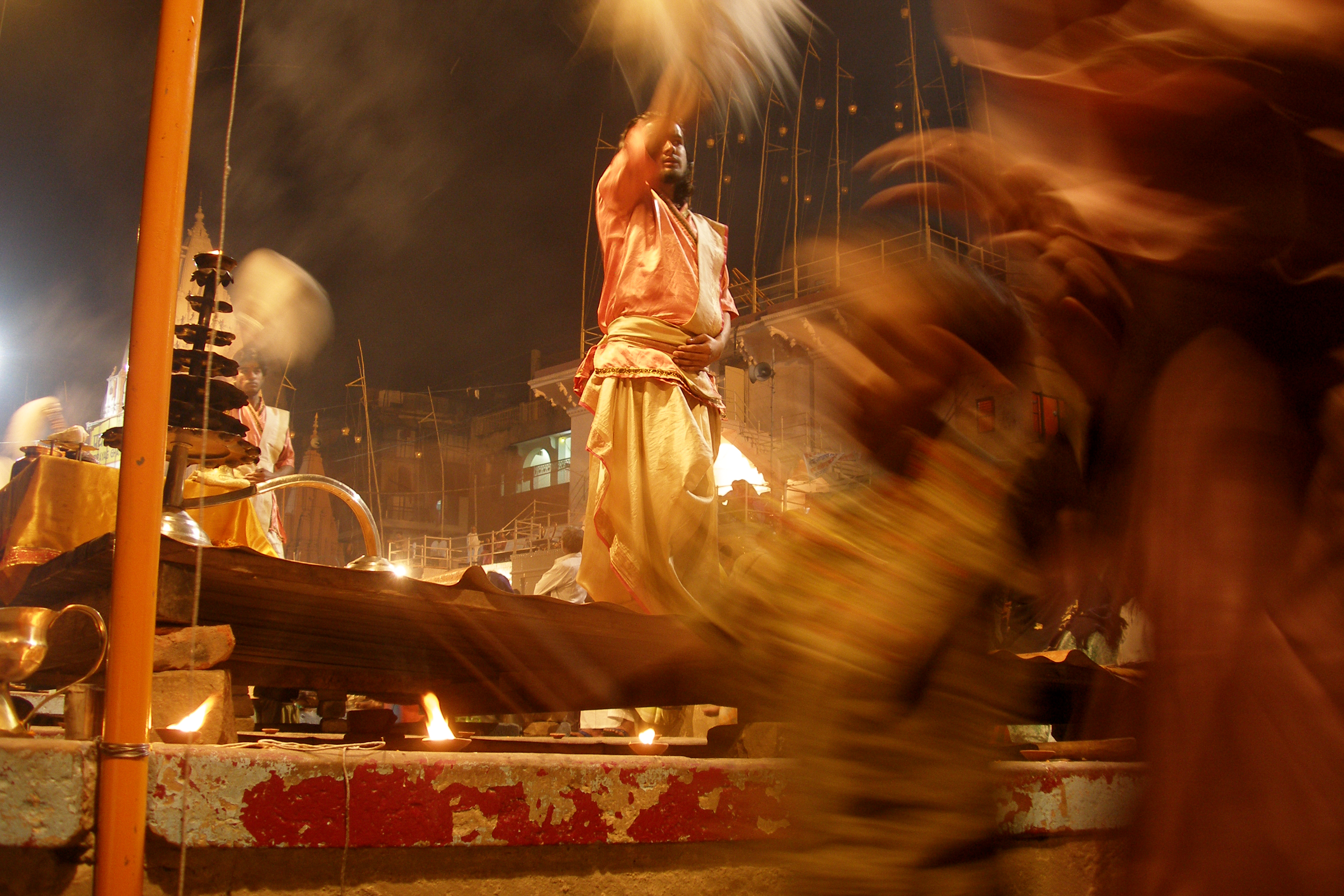
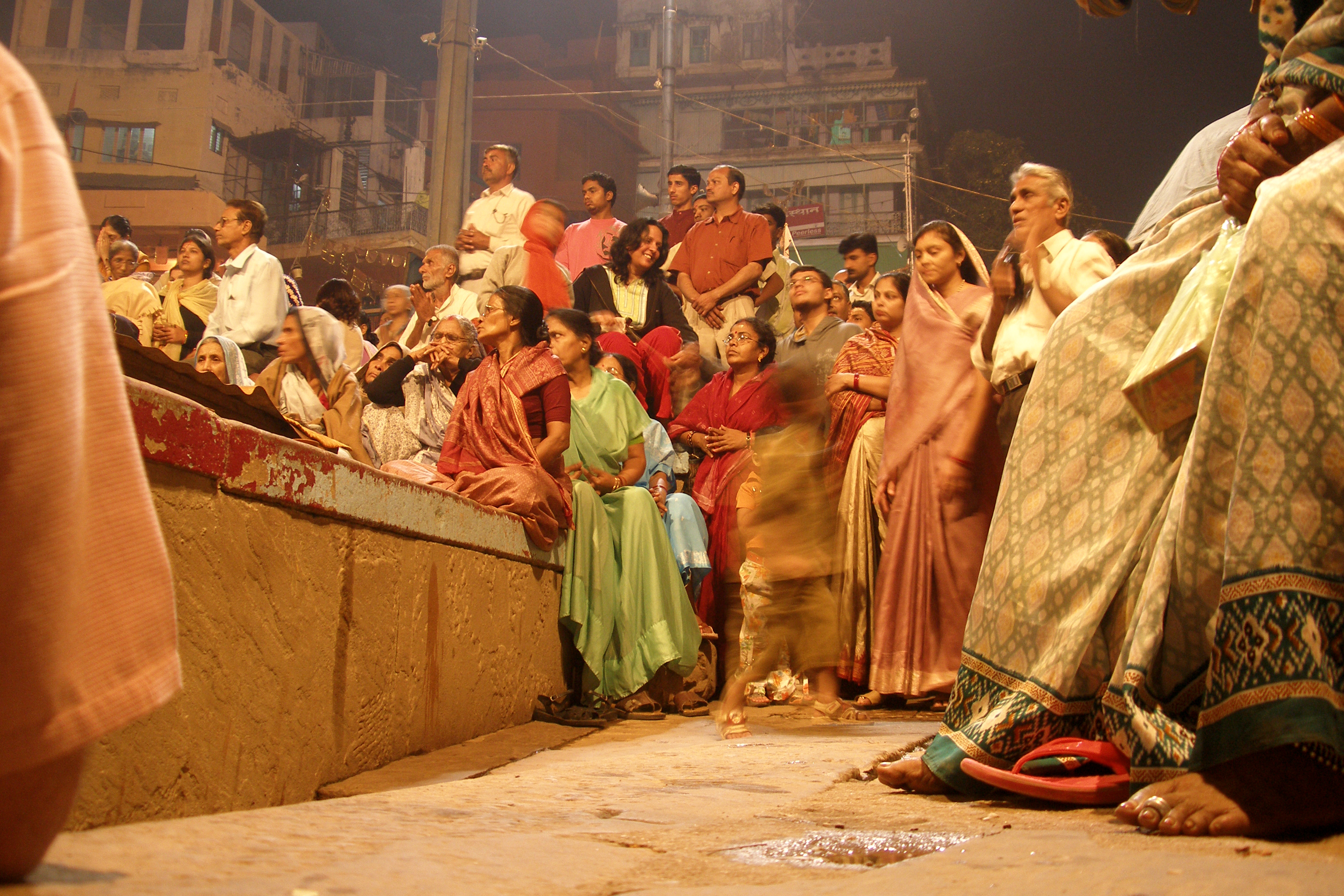